# Samuele Marzoli
Samuele Marzoli (* 1. März 1984 in Fiorenzuola d’Arda, Piacenza) ist ein ehemaliger italienischer Radrennfahrer.
Marzolo wurde 2003 italienischer und Europameister im Scratch. Außerdem gewann er zusammen mit Marco Villa die italienische Meisterschaft im Madison.
Hierauf erhielt er für die Saison 2004 einen Vertrag bei dem Radsportteam Lampre, bei dem er bis zum Ablauf der Saison 2005 blieb. Sein bestes Straßenergebnis in dieser Zeit war der zweite Platz beim Giro della Provincia di Reggio Calabria  2005, einem Eintagesrennen der UCI-Kategorie 1.1. Auf der Bahn gewann er mit Giovanni Lombardi die Sei Giorni delle Rose.
Anschließend war Marzoli bis Ende 2008 bei kleineren Mannschaften aktiv. In seinem letzten Karrierejahr gelang ihm sein einziger Sieg in einem internationalen Straßenrennen, der Coppa Caivano, einem Wettbewerb der zweiten Kategorie.

## Erfolge
2003
- Europameister – Scratch
- Italienischer Meister – Scratch und Madison (mit Marco Villa)

2008
- Coppa Caivano